# Área maldita
Área maldita es una película de terror colombiana de 1980 dirigida y escrita por Jairo Pinilla y protagonizada por Esteban Díaz, Gustavo de la Hoz, Saíd González, Alberto Lozano, Ana Linda Zago, Julio del Mar y Yolima Pérez. Se trata del segundo largometraje de terror de Pinilla después de la aclamada Funeral siniestro de 1977. Relata la historia de un grupo de narcotraficantes que siembra una extensa plantación de cultivos ilícitos, sin saber que sobre esas tierras recae una antigua maldición.

## Reparto
- Esteban Díaz: narcotraficante
- Gustavo de la Hoz: Alberto González
- Saíd González: inspector Gonzalo Peña
- Alberto Lozano: Arturo
- Ana Linda Zago: Linda
- Julio del Mar: teniente Óscar
- Yolima Pérez: Carmen